# Pilot (Dosjeji X)
»Pilot« je pilotna epizoda televizijske serije Dosjeji X, prvič predvajana 10. septembra 1993 na Foxovem omrežju v Združenih državah Amerike in Kanadi, nekaj kasneje pa še v Združenem kraljestvu in na Irskem na omrežju Sky1.
Epizoda predstavi oba glavna lika, Foxa Mulderja in Dano Scully, ki sta ju upodobila David Duchovny in Gillian Anderson. V njej se pojavijo tudi William B. Davis, Charles Cioffi in Zachary Ansley v stalnih vlogah Kadilca, Scotta Blevinsa in Billyja Milesa. Kadilec je sčasoma postal najbolj izstopajoči antagonist serije, pojavil se je v vsaki sezoni razen osme. Epizoda pripoveduje o agentih FBI Mulderju in Scully, ki skupaj delata na prvem dosjeju X, preiskavi niza smrti, za katere Mulder verjame, da so posledica poskusov nezemljanov.
Principalna fotografija za »Pilota« je bila končana v štirinajstnih dneh marca 1993 s proračunom dveh milijonov USD; prizori so bili posneti v Vancouvru in okolici. Na istem območju so opravili večino snemanja naslednjih pet let, šele nato se je produkcija preselila v Los Angeles.

## Vsebina
Leto 1992. Posebna agentka Dana Scully, ki je že nekaj let poučevala na FBI akademiji v Quanticu, je poklicana v pisarno sekcijskega šefa FBI Scotta Blevinsa v štabu FBI, Washington D. C. V pisarni jo sprejmejo sekcijski šef, njegov pomočnik in zelo skrivnosten moški, ki kar naprej prižiga cigarete. Dodelijo jo razvpitem programu FBI, Dosjeji X. Dosjeji X so nerazrešeni FBI primeri, ki imajo pogosto opraviti s paranormalnim - nadnaravnim. Scullyjeva kmalu stopi v stik z agentom Mulderjem, ki že dve leti dela na tem projektu, in se veseli dela z njim. Njun prvi primer pa vključuje skupino najstnikov v Oregonu, ki je nepojasnjeno umrla, zdi pa se, da želijo oblasti stvar pustiti pri miru. Mulder Scullyjevo kmalu seznani s svojo zgodbo, kako so njegovo sestro Samantho, ko je bil star dvanajst let, ugrabili nezemljani, in da je to razlog, zakaj se je lotil dosjejev X. Opiše ji tudi t. i. vladno zaroto, ki mu preprečuje delo na njih. Scully kot doktorica medicine in patologinja kmalu odkrije nepravilnost poročila o obdukciji žrtev, ki jih je podpisoval en in isti Dr. Nemman. Truplo, izkopano iz groba ene izmed žrtev, ima zelo čudno fiziologijo in Mulder je takoj pripravljen verjeti, da gre za truplo nezemljana. A Scully ugotovi, da truplo pripada žrtvi, ki pa je zaradi neznanih dejavnikov spremenjeno. V njegovem nosu odkrije kovinski vsadek. Kmalu vsi dokazi, ki sta jih zbrala v primeru, zgorijo v skrivnostnem požaru, razen vsadka. Mulder in Scully kmalu odkrijeta povezavo pacientov iz oregonske psihiatrične klinike z umori. Jimmy Miles, pacient iz klinike ter sin oregonskega šerifa, v pričevanju pove, da so njega in njegove sošolce ob maturi ugrabili nezemljani, jim v nosove vsadili vsadke ter njega zadolžili, da je zbiral sošolce za teste, ki so jih na njih opravljali. Ob povratku v Washington Scullyjeva Blevinsu predstavi dokaze. Ob izhodu iz pisarne sreča istega moškega, ki neprestano kadi. Kadilec nato Scullyjin dokaz spravi v podzemnem arhivu Pentagona.